# Kazimierz Brożek

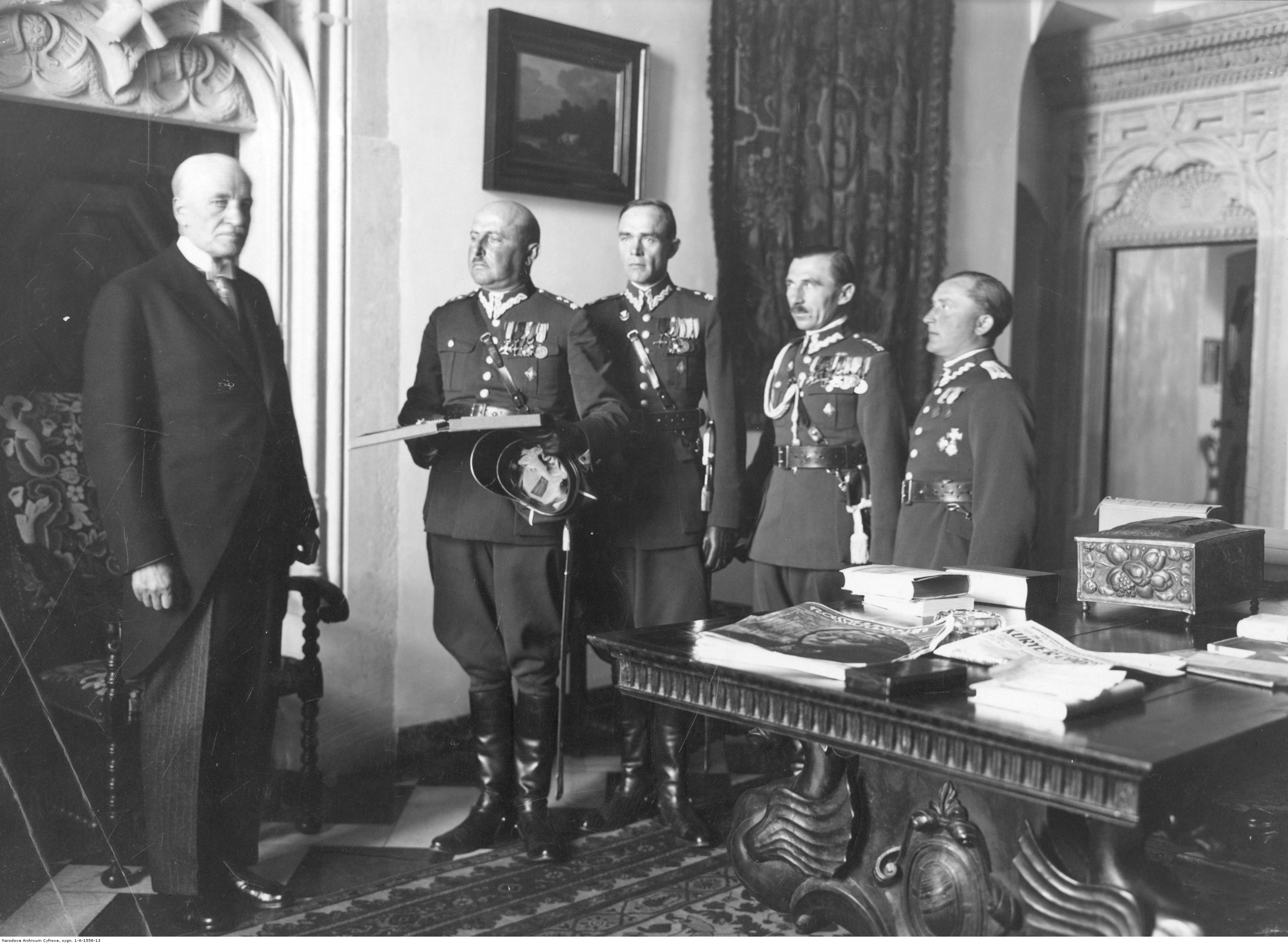
Delegacja 20 pp z dowódcą ppłk Kazimierzem Brożkiem wręcza prezydentowi RP Ignacemu Mościckiemu odznakę pułkową; czerwiec 1934

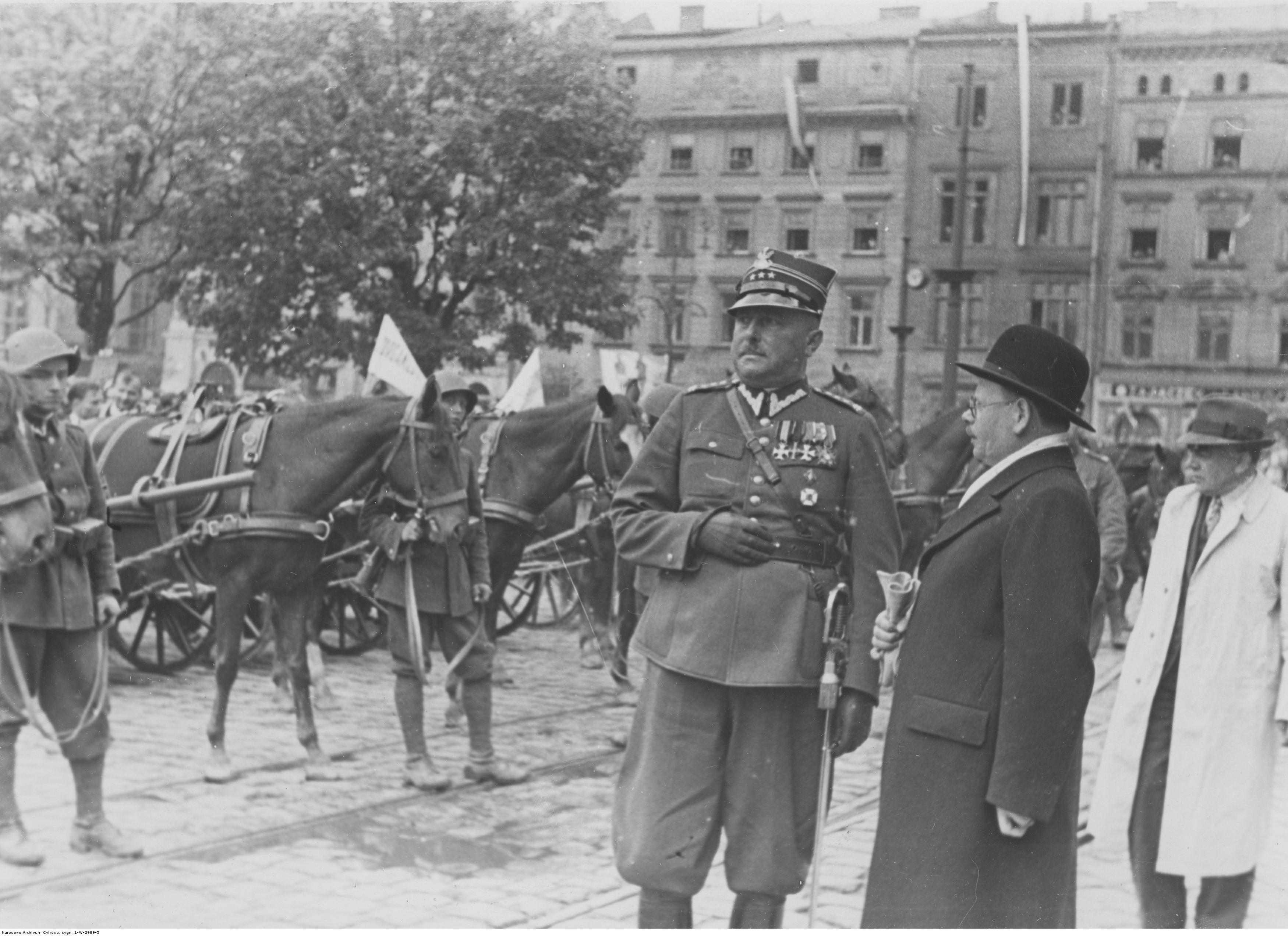
Przekazanie sprzętu wojskowego 20 Pułkowi Piechoty Ziemi Krakowskiej ufundowanego przez ludność powiatu. Dowódca 20 pp płk Kazimierz Brożek w rozmowie ze starostą krakowskim dr Władysławem Wnękiem; maj 1938

Kazimierz Antoni Brożek (ur. 16 stycznia 1895 w Jaworznie, zm. przed 1975) – pułkownik piechoty Wojska Polskiego, kawaler Orderu Virtuti Militari.

## Życiorys
Urodził się w rodzinie Franciszka i Anny. Ukończył Szkołę Przemysłową w Jaworznie z patentem rysownika maszynowego . Od 1914 służył w Legionach Polskich, w 3 pułku piechoty. Dowodził plutonem w I baonie, a od jesieni 1916 roku kompanią w II baonie. Awansował kolejno na chorążego (12 października 1914), podporucznika (9 sierpnia 1915) i porucznika (1 listopada 1916). 
W 1918 służył w 1 pułku piechoty Polskiej Siły Zbrojnej (w październiku tegoż roku otrzymał awans na kapitana) i w listopadzie 1918 wraz z całą formacją znalazł się w składzie Wojska Polskiego. Był m.in. dowódcą baonu w 20 pułku piechoty. Awansowany został na majora piechoty i latem 1919 dowodził 3 pułkiem piechoty Legionów.
1 czerwca 1919 zweryfikowany został jako major piechoty i w okresie powojennym kontynuował służbę wojskową jako dowódca II baonu w 3 pp Leg. 12 kwietnia 1927 został awansowany do stopnia podpułkownika ze starszeństwem z dniem 1 stycznia 1927 i 4. lokatą w korpusie oficerów piechoty. 5 maja 1927 został przeniesiony do 38 pułku piechoty w Przemyślu na stanowisko zastępcy dowódcy pułku. W styczniu 1931 został przeniesiony na dowódcę 20 pułku piechoty w Krakowie. W marcu 1937 awansowany został na pułkownika piechoty. Na tym stanowisku pozostał do wybuchu II wojny światowej. 
Dowodzony przez niego pułk uczestniczył w wojnie obronnej 1939 w składzie 6 Dywizji Piechoty (Armia „Kraków”); dywizja skapitulowała 21 września 1939 pod Rawą Ruską. Wojnę pułkownik Brożek spędził w Oflagu VII A w Murnau, gdzie doczekał wyzwolenia przez Amerykanów 29 kwietnia 1945. Dalsze jego losy nie są znane.

## Ordery i odznaczenia
- Krzyż Srebrny Orderu Wojskowego Virtuti Militari nr 2850 – 28 lutego 1921[7][8][9]
- Krzyż Niepodległości – 6 czerwca 1931[10][7]
- Krzyż Walecznych czterokrotnie[7]
- Srebrny Krzyż Zasługi – 10 listopada 1925[11][7]
- Medal Pamiątkowy za Wojnę 1918–1921[12]
- Krzyż Węgierski Zasługi III klasy (Węgry)